# Biology
«Biology» —en español: « Biología» es una canción interpretada por la banda Pop británica Girls Aloud salida de su tercer álbum de estudio Chemistry (2005) y segundo sencillo del mismo,  la canción fue escrita por Miranda Cooper, Brian Higgins y su equipo de producción Xenomania, y producida por Higgins y Xenomania. Compuesto por secciones distintas, evitando verso-coro típicas en la música pop  contemporánea. "Biology" fue lanzado como sencillo en noviembre de 2005, un poco antes del lanzamiento de Chemistry.el sencillo volvió a estar en el top 5 de las lista británicas y fue su décimo sencillo en ponerlas en el top 10.

## Antecedentes y composición
Biology se compone de un número de secciones claramente diferentes. La canción comienza con Nadine Coyle cantando sobre un riff de piano con sonidos de blues, basado en el riff principal de la canción Club-a-Go-Go de The Animals   El primer verso se produce, seguido por dos puentes de transición notable e individuales. que duran alrededor de dos minutos. Posterior la canción alcanza su clímax en el coro antes de volver a la estrofa Introductoria. Por último el coro y la introducción también es utilizada como outro, dejando de lado la Forma AABA, típica en la  Estructura de la música pop actual.  

## Formatos y remixes
| UK CD1 (Polydor / 9875296) 1. «Biology» — 3:35 2. «The Show» (Tony Lamezma Club Mix) — 5:46 UK CD2 (Polydor / 9875297) 1. «Biology» — 3:35 2. «Nobody but You» (Cooper, Higgins, Cowling, Jon Shave, Paul Woods) — 4:10 3. «Biology» (Tony Lamezma Remix) — 5:15 4. «Biology» (video) — 3:35 5. «Biology» (karaoke video)— 3:35 6. «Biology» (game) | The Singles Boxset (CD10) 1. «Biology» — 3:35 2. «The Show» (Tony Lamezma Club Mix) — 5:46 3. «Nobody But You» — 4:10 4. «Biology» (Tony Lamezma Remix) — 5:15 5. «Biology» (Benitez Beats) — 6. «Biology» (Live from Wembley) — 7. «Biology» (video) — 3:35 8. «Biology» (karaoke video)— 3:35 9. «Biology» (game) |

## Posicionamiento en listas
| Listas (2006)                  | Posiciones |
| ------------------------------ | ---------- |
| Australia (ARIA)               | 26         |
| European Hot 100               | 15         |
| Irlanda (IRMA)                 | 7          |
| Reino Unido (UK Singles Chart) | 4          |